# Ballsiefen

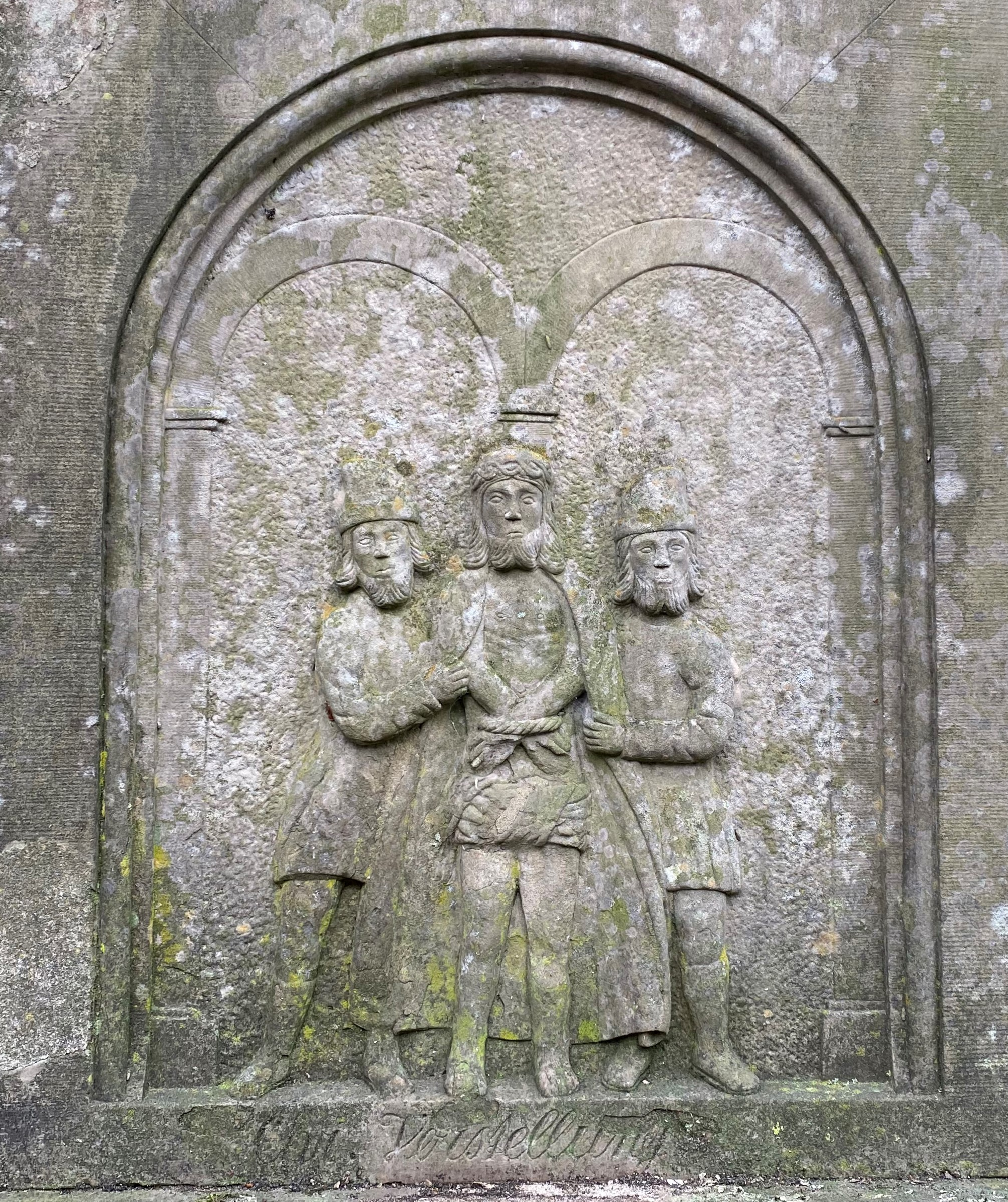
Bildstock (1851) – Relief Gefangennahme Christi

Ballsiefen ist ein Ortsteil  von Wipperfürth im Oberbergischen Kreis im Regierungsbezirk Köln in Nordrhein-Westfalen (Deutschland).

## Lage und Beschreibung
Ballsiefen liegt südwestlich der Stadt Wipperfürth. Im Ort entspringt ein rechtes Nebengewässer des Baches Floßbach. Nachbarorte sind Abstoß, Oberbenningrath, Niederbenningrath, Jörgensmühle und Thier.
Politisch wird der Ort durch den Direktkandidaten des Wahlbezirks 15 (150) Thier im Rat der Stadt Wipperfürth vertreten.

## Geschichte
1443 wird der Ort erstmals unter der Bezeichnung Baltziepen in einem Verzeichnis über die Einkünfte und Rechte des Kölner Apostelstifts aufgeführt. Die Karte Topographia Ducatus Montani aus dem Jahre 1715 zeigt vier Höfe und bezeichnet sie mit Baldsiepen. Die Topographische Aufnahme der Rheinlande von 1825 zeigt auf umgrenztem Hofraum sechs getrennt voneinander liegende Grundrisse und bezeichnet diese mit Ballsiefen.
Im Ortbereich von Ballsiefen steht ein Wegekreuz aus dem Jahre 1827, ein unter Denkmalschutz stehender Bildstock aus dem Jahre 1851 und ein Bildstock aus der Mitte des 19. Jahrhunderts.

## Busverbindungen
Über die Haltestelle „Ballsiefen“ der Linie 426 (VRS/OVAG) ist Ballsiefen an den öffentlichen Personennahverkehr angebunden.

## Wanderwege
Der vom SGV ausgeschilderte Rundwanderweg A4 führt durch den Ort.